# Первитинское сельское поселение
Перви́тинское се́льское поселе́ние (карел. Pervitinan kyläkunda) — упразднённое муниципальное образование в составе Лихославльского района Тверской области России.
Центр поселения — деревня Первитино.
Образовано в 2005 году, включило в себя территорию Первитинского сельского округа.
Законом Тверской области от 17 апреля 2017 года № 24-ЗО были преобразованы, путём их объединения, муниципальные образования Первитинское и Кавское сельские поселения в Кавское сельское поселение.

## Географические данные
- Общая площадь: 103,3 км².
- Нахождение: восточная часть Лихославльского района.
  - Граничит:
    - на севере — с Микшинским СП
    - на востоке — с Рамешковским районом, СП Кушалино
    - на юго-востоке — с Калининским районом, Кулицкое СП
    - на западе — с Кавским СП

Основная река — Кава.

## Экономика
Колхоз им. Дзержинского.

## Население
На 2005—492 человека. Национальный состав: русские и тверские карелы.

## Населенные пункты
На территории поселения находятся 14 населённых пунктов:
| №  | Тип нп | Название          | Население (2002 год) |
| -- | ------ | ----------------- | -------------------- |
| 1  | дер.   | Большая Переходня | 6                    |
| 2  | дер.   | Бочельниково      | 22                   |
| 3  | дер.   | Дойбино           | 18                   |
| 4  | дер.   | Дроздово          | 8                    |
| 5  | дер.   | Зайково           | 40                   |
| 6  | дер.   | Иваново           | 10                   |
| 7  | дер.   | Кожухово          | 15                   |
| 8  | дер.   | Лежнево           | 5                    |
| 9  | дер.   | Малая Переходня   | 15                   |
| 10 | дер.   | Первитино         | 259                  |
| 11 | дер.   | Подрезово         | 7                    |
| 12 | дер.   | Рогово            | 8                    |
| 13 | дер.   | Степаново         | 24                   |
| 14 | дер.   | Холм              | 30                   |

## История
В 1861—1929 годах территория поселения относилась к Первитинской волости Тверского уезда Тверской губернии.

## Известные люди
В деревне Холм родился лётчик, Герой Советского Союза Алексей Тихонович Севастьянов.